# Gez
Ne doit pas être confondu avec Gez-ez-Angles.
Gez est une commune française située dans l'ouest du département des Hautes-Pyrénées, en région Occitanie. Sur le plan historique et culturel, la commune est dans la province du Lavedan, partie sud-occidentale de la Bigorre et constituée d'un ensemble de sept vallées en amont de la ville de Lourdes.
Exposée à un climat de montagne, elle est drainée par le ruisseau du Bergons et par divers autres petits cours d'eau. La commune possède un patrimoine naturel remarquable composé de trois zones naturelles d'intérêt écologique, faunistique et floristique.
Gez est une commune rurale qui compte 328 habitants en 2022, après avoir connu une forte hausse de la population depuis 1975. Elle est dans l'agglomération d'Argelès-Gazost et fait partie de l'aire d'attraction d'Argelès-Gazost. Ses habitants sont appelés les Gézois ou  Gézoises.

## Géographie

### Localisation
La commune de Gez se trouve dans le département des Hautes-Pyrénées, en région Occitanie.
Elle se situe à 28 km à vol d'oiseau de Tarbes, préfecture du département, et à 1 km d'Argelès-Gazost, sous-préfecture.
Les communes les plus proches sont : 
Sère-en-Lavedan (1,3 km), Argelès-Gazost (1,5 km), Ayzac-Ost (1,7 km), Salles (1,9 km), Ouzous (1,9 km), Lau-Balagnas (2,4 km), Arras-en-Lavedan (2,6 km), Arcizans-Avant (2,8 km).
Sur le plan historique et culturel, Gez fait partie de la province historique du Lavedan, partie sud-occidentale de la Bigorre et constitué d'un ensemble de sept vallées en amont de la ville de Lourdes. Historiquement, elle  fait partie de la province de Gascogne, et plus particulièrement du comté de Bigorre. La commune est dans l’estrèm de Salles qui regroupe sept communes.
Les communes limitrophes sont  Argelès-Gazost, Arras-en-Lavedan, Ayzac-Ost, Ouzous, Salles et Sère-en-Lavedan.
|        | Sère-en-Lavedan  | Ouzous         |
| Salles | Gez              | Ayzac-Ost      |
|        | Arras-en-Lavedan | Argelès-Gazost |

### Hydrographie
La commune est dans le bassin de l'Adour, au sein du bassin hydrographique Adour-Garonne. Elle est drainée par le Ruisseau du Bergons, le Bayet et par deux petits cours d'eau, constituant un réseau hydrographique de 3 km de longueur totale,.
Le Ruisseau du Bergons, d'une longueur totale de 15,6 km, prend sa source dans la commune d'Aucun et s'écoule vers le nord-est. Il traverse la commune et se jette dans le gave de Pau à Agos-Vidalos, après avoir traversé 10 communes.

### Climat
Le climat qui caractérise la commune est qualifié, en 2010, de « climat des marges montargnardes », selon la typologie des climats de la France qui compte alors huit grands types de climats en métropole. En 2020, la commune ressort du type « climat de montagne » dans la classification établie par Météo-France, qui ne compte désormais, en première approche, que cinq grands types de climats en métropole. Pour ce type de climat, la température décroît rapidement en fonction de l'altitude. On observe une nébulosité minimale en hiver et maximale en été. Les vents et les précipitations varient notablement selon le lieu.
Les paramètres climatiques qui ont permis d’établir la typologie de 2010 comportent six variables pour les températures et huit pour les précipitations, dont les valeurs correspondent à la normale 1971-2000. Les sept principales variables caractérisant la commune sont présentées dans l'encadré ci-après.
| Paramètres climatiques communaux sur la période 1971-2000 - Moyenne annuelle de température : 11,9 °C - Nombre de jours avec une température inférieure à −5 °C : 3,6 j - Nombre de jours avec une température supérieure à 30 °C : 4,5 j - Amplitude thermique annuelle : 13,6 °C - Cumuls annuels de précipitation : 1 144 mm - Nombre de jours de précipitation en janvier : 10,9 j - Nombre de jours de précipitation en juillet : 8,5 j |

Avec le changement climatique, ces variables ont évolué. Une étude réalisée en 2014 par la Direction générale de l'Énergie et du Climat complétée par des études régionales prévoit en effet que la  température moyenne devrait croître et la pluviométrie moyenne baisser, avec toutefois de fortes variations régionales. Ces changements peuvent être constatés sur la station météorologique de Météo-France la plus proche, « Ayros-Arbouix », sur la commune d'Ayros-Arbouix, mise en service en 1982 et qui se trouve à 4 km à vol d'oiseau,, où la température moyenne annuelle est de 12,7 °C et la hauteur de précipitations de 1 031,4 mm pour la période 1981-2010.
Sur la station météorologique historique la plus proche, « Tarbes-Lourdes-Pyrénées », sur la commune d'Ossun, mise en service en 1946 et à 20 km, la température moyenne annuelle évolue de 12,2 °C pour la période 1971-2000, à 12,6 °C pour 1981-2010, puis à 12,9 °C pour 1991-2020.

### Milieux naturels et biodiversité
L’inventaire des zones naturelles d'intérêt écologique, faunistique et floristique (ZNIEFF) a pour objectif de réaliser une couverture des zones les plus intéressantes sur le plan écologique, essentiellement dans la perspective d’améliorer la connaissance du patrimoine naturel national et de fournir aux différents décideurs un outil d’aide à la prise en compte de l’environnement dans l’aménagement du territoire.
Deux ZNIEFF de type 1 sont recensées sur la commune :
le « Gave d'Azun, ruisseau du Bergons et Gave de Lourdes » (437 ha), couvrant 31 communes dont deux dans les Pyrénées-Atlantiques et 29 dans les Hautes-Pyrénées et 
le « massifmontagneux entre Argelès-Gazost et l'Ouzom » (6 108 ha), couvrant 12 communes dont une dans les Pyrénées-Atlantiques et 11 dans les Hautes-Pyrénées
et une ZNIEFF de type 2, : 
les « massifs calcaires de l'Estibète, du Granquet et du Pibeste, forêt de Très Crouts, vallée du Bergons et crêtes » (17 871 ha), couvrant 24 communes dont trois dans les Pyrénées-Atlantiques et 21 dans les Hautes-Pyrénées.

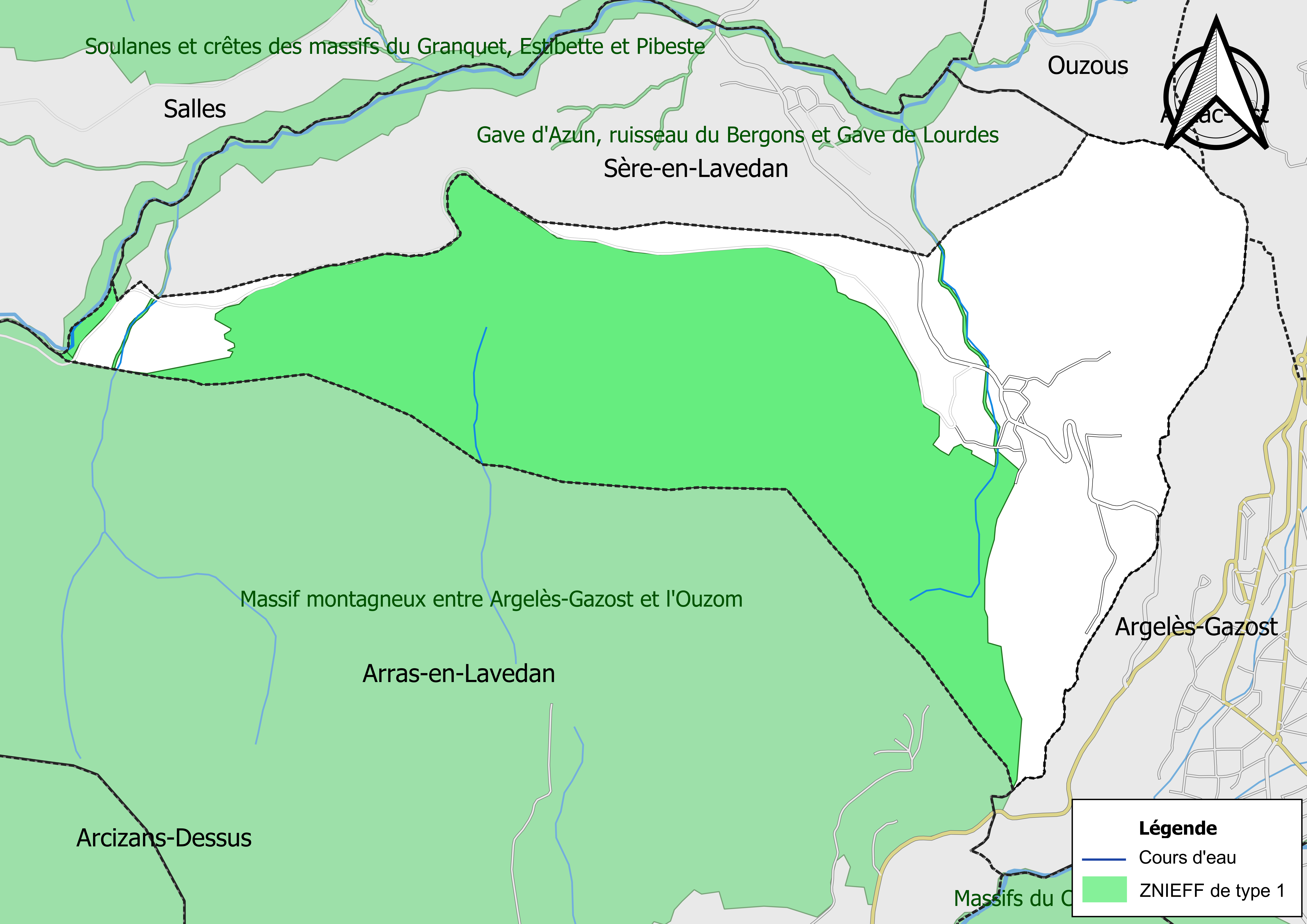
Carte des ZNIEFF de type 1 sur la commune.
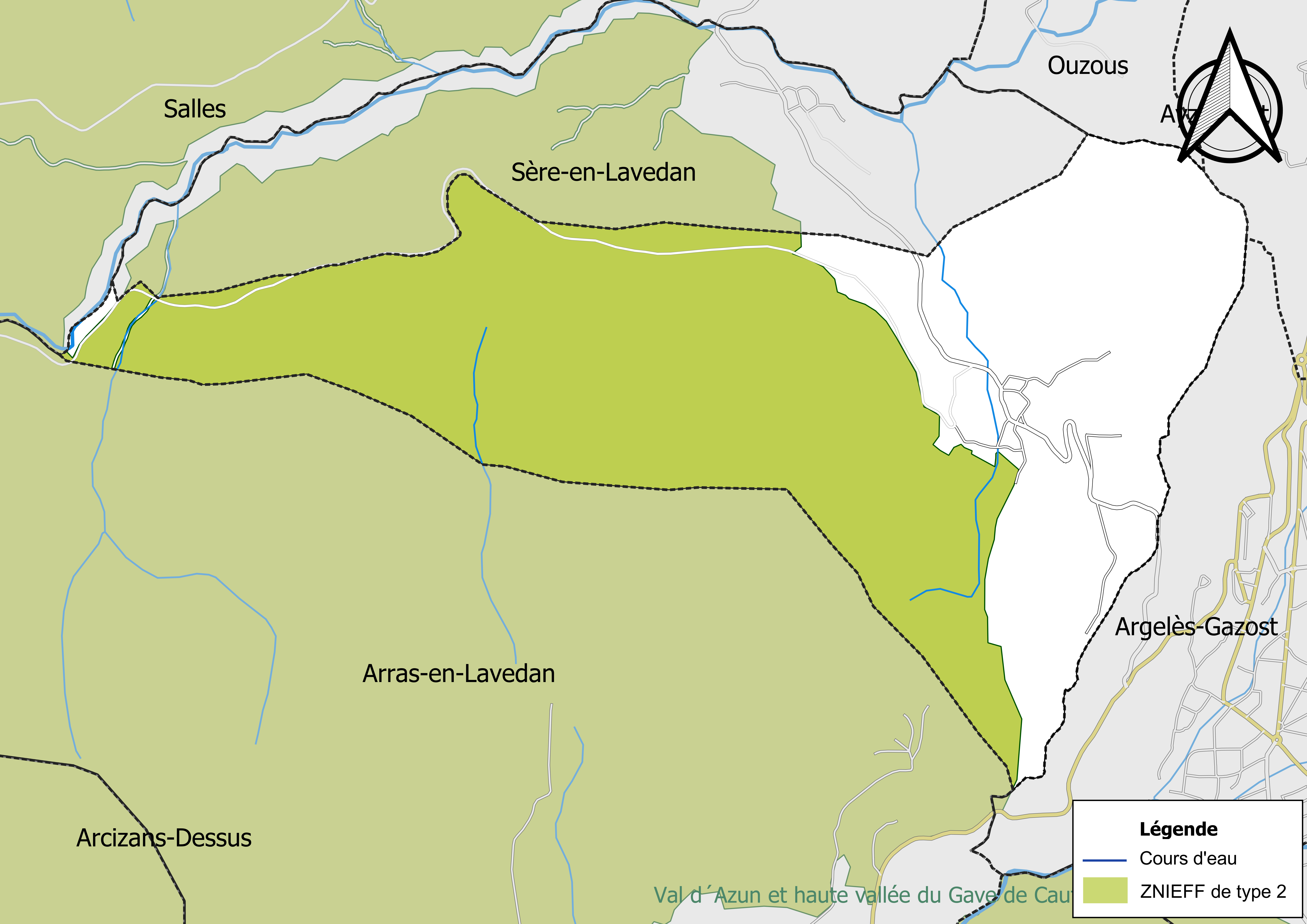
Carte de la ZNIEFF de type 2 sur la commune.

## Urbanisme

### Typologie
Au 1er janvier 2024, Gez est catégorisée bourg rural, selon la nouvelle grille communale de densité à sept niveaux définie par l'Insee en 2022.
Elle appartient à l'unité urbaine d'Argelès-Gazost, une agglomération intra-départementale regroupant treize  communes, dont elle est une commune de la banlieue,,. Par ailleurs la commune fait partie de l'aire d'attraction d'Argelès-Gazost, dont elle est une commune de la couronne,. Cette aire, qui regroupe 19 communes, est catégorisée dans les aires de moins de 50 000 habitants,.

### Occupation des sols
L'occupation des sols de la commune, telle qu'elle ressort de la base de données européenne d’occupation biophysique des sols Corine Land Cover (CLC), est marquée par l'importance des forêts et milieux semi-naturels (52,6 % en 2018), une proportion identique à celle de 1990 (52,6 %). La répartition détaillée en 2018 est la suivante : 
forêts (51 %), zones agricoles hétérogènes (24,6 %), prairies (11,6 %), zones urbanisées (11,2 %), milieux à végétation arbustive et/ou herbacée (1,6 %).
L'IGN met par ailleurs à disposition un outil en ligne permettant de comparer l’évolution dans le temps de l’occupation des sols de la commune (ou de territoires à des échelles différentes). Plusieurs époques sont accessibles sous forme de cartes ou photos aériennes : la carte de Cassini (XVIIIe siècle), la carte d'état-major (1820-1866) et la période actuelle (1950 à aujourd'hui).

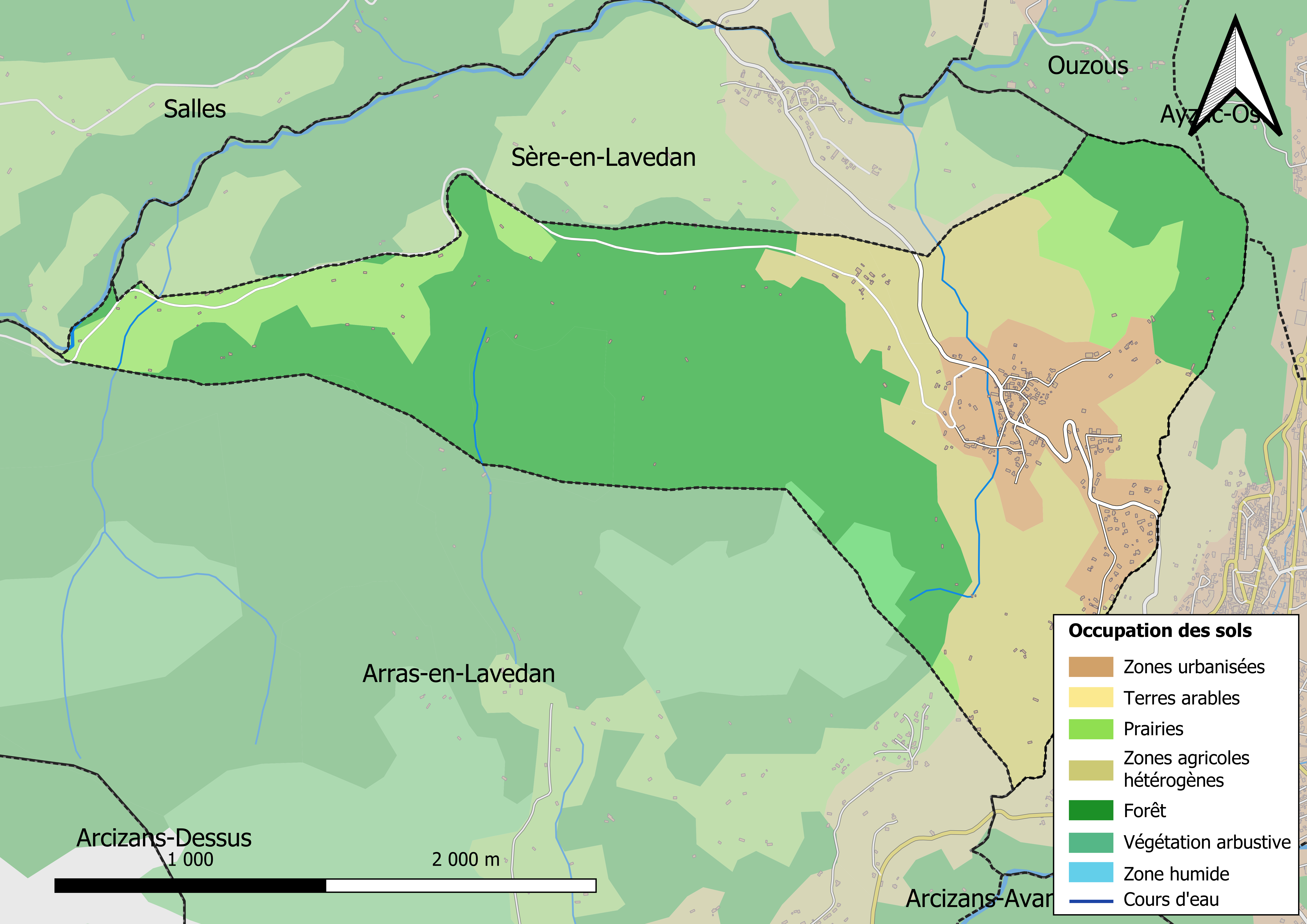
Carte des infrastructures et de l'occupation des sols en 2018 (CLC) de la commune.
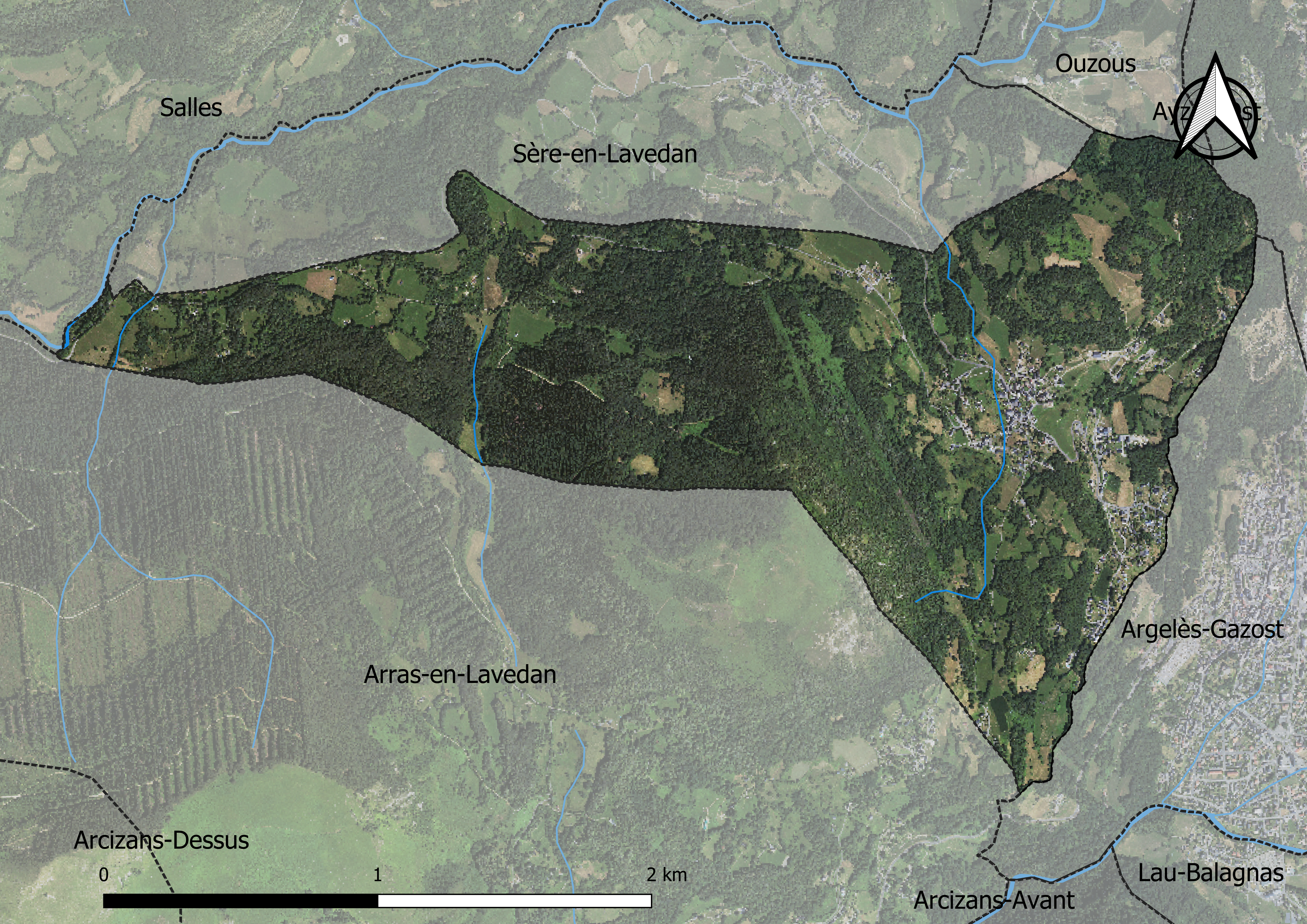
Carte orthophotogrammétrique de la commune.

### Logement
En 2012, le nombre total de logements dans la commune est de 190.

Parmi ces logements, 72,0 % sont des résidences principales, 25,4 % des résidences secondaires et 2,6 % des logements vacants.

### Voies de communication et transports
Cette commune est desservie par les routes départementales D 102 et D 602 (montée au col de Spandelles).

### Risques majeurs
Le territoire de la commune de Gez est vulnérable à différents aléas naturels : météorologiques (tempête, orage, neige, grand froid, canicule ou sécheresse), inondations, feux de forêts, mouvements de terrains et séisme (sismicité moyenne). Il est également exposé à un risque particulier : le risque de radon. Un site publié par le BRGM permet d'évaluer simplement et rapidement les risques d'un bien localisé soit par son adresse soit par le numéro de sa parcelle.

#### Risques naturels
Certaines parties du territoire communal sont susceptibles d’être affectées par le risque d’inondation par débordement de cours d'eau, notamment le ruisseau du Bergons. La cartographie des zones inondables en ex-Midi-Pyrénées réalisée dans le cadre du XIe Contrat de plan État-région, visant à informer les citoyens et les décideurs sur le risque d’inondation, est accessible sur le site de la DREAL Occitanie. La commune a été reconnue en état de catastrophe naturelle au titre des dommages causés par les inondations et coulées de boue survenues en 1982, 1999, 2009 et 2021,.
Gez est exposée au risque de feu de forêt. Un plan départemental de protection des forêts contre les incendies a été approuvé par arrêté préfectoral le 21 avril 2020 pour la période 2020-2029. Le précédent couvrait la période 2007-2017. L’emploi du feu est régi par deux types de réglementations. D’abord le code forestier et l’arrêté préfectoral du 27 octobre 2014, qui réglementent l’emploi du feu à moins de 200 m des espaces naturels combustibles sur l’ensemble du département. Ensuite celle établie dans le cadre de la lutte contre la pollution de l’air, qui interdit le brûlage des déchets verts des particuliers. L’écobuage est quant à lui réglementé dans le cadre de commissions locales d’écobuage (CLE)

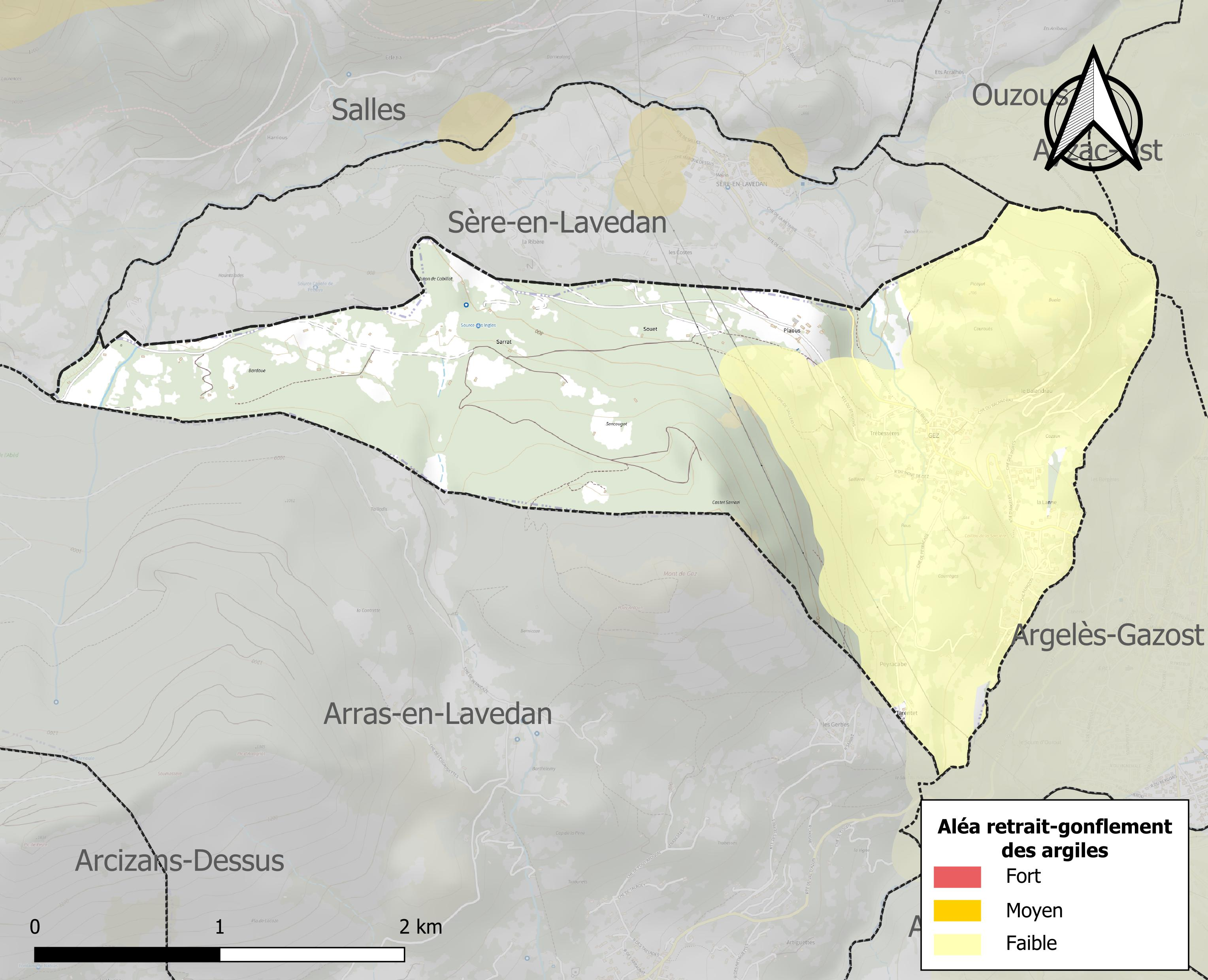
Carte des zones d'aléa retrait-gonflement des sols argileux de Gez.

Les mouvements de terrains susceptibles de se produire sur la commune sont des tassements différentiels.
Le retrait-gonflement des sols argileux est susceptible d'engendrer des dommages importants aux bâtiments en cas d’alternance de périodes de sécheresse et de pluie. La totalité de la commune est en aléa faible (44,5 % au niveau départemental et 48,5 % au niveau national). Sur les 163 bâtiments dénombrés sur la commune en 2019, aucun n'est en aléa moyen ou fort, à comparer aux 75 % au niveau départemental et 54 % au niveau national. Une cartographie de l'exposition du territoire national au retrait gonflement des sols argileux est disponible sur le site du BRGM,.
Par ailleurs, afin de mieux appréhender le risque d’affaissement de terrain, l'inventaire national des cavités souterraines permet de localiser celles situées sur la commune.
Concernant les mouvements de terrains, la commune a été reconnue en état de catastrophe naturelle au titre des dommages causés par des mouvements de terrain en 1999.

#### Risque particulier
Dans plusieurs parties du territoire national, le radon, accumulé dans certains logements ou autres locaux, peut constituer une source significative d’exposition de la population aux rayonnements ionisants. Certaines communes du département sont concernées par le risque radon à un niveau plus ou moins élevé. Selon la classification de 2018, la commune de Gez est classée en zone 2, à savoir zone à potentiel radon faible mais sur lesquelles des facteurs géologiques particuliers peuvent faciliter le transfert du radon vers les bâtiments.

## Toponymie

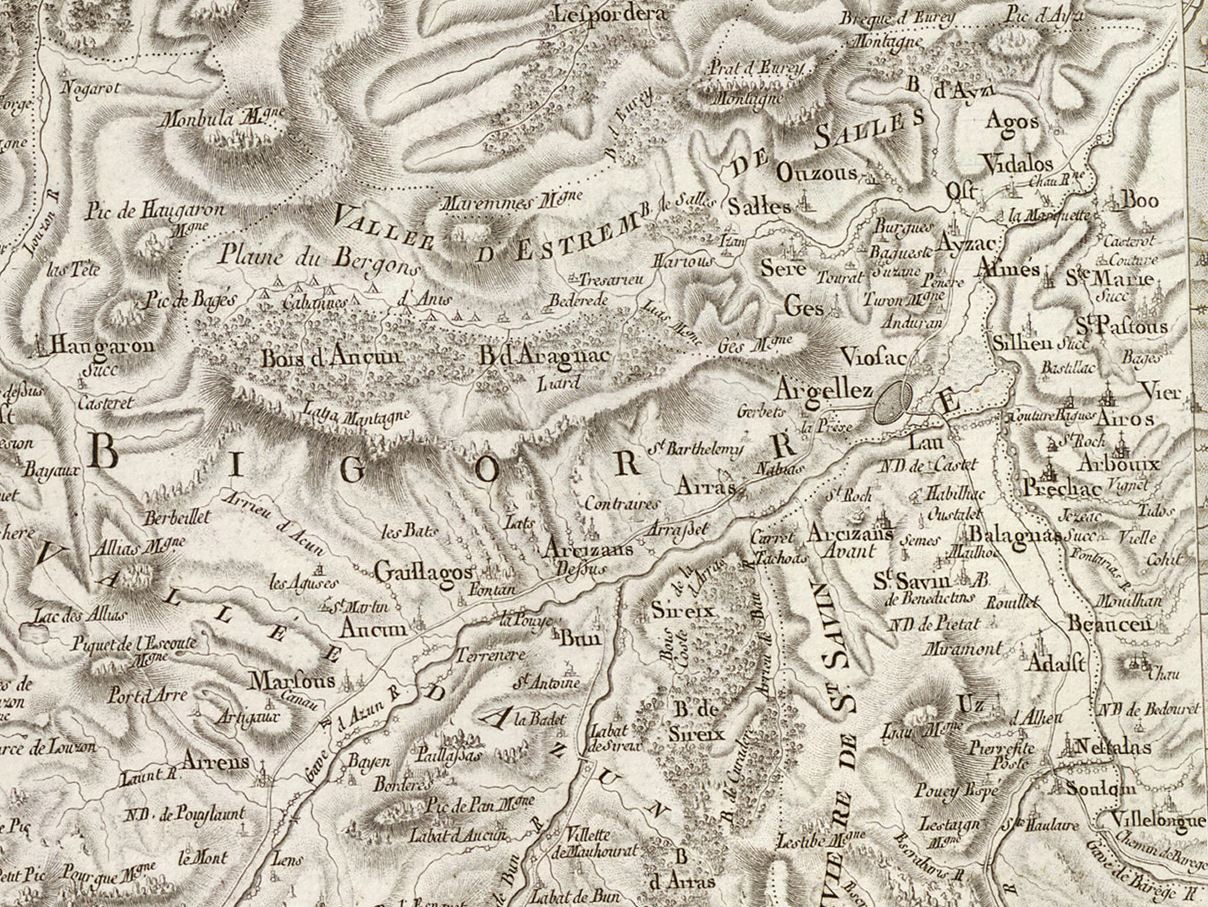
Extrait de la carte de Cassini (entre 1756 et 1789) situant Gez au nord d'Argelès-Gazost.

On trouvera les principales informations dans le Dictionnaire toponymique des communes des Hautes Pyrénées de Michel Grosclaude et Jean-François Le Nail qui rapporte les dénominations historiques du village :
Dénominations historiques :
- Garsia de Jes (v. 1083-1105, cartulaire  de  Saint-Savin) ;
- Ies (XIIe siècle, cartulaires Bigorre ; v. 1200-1230, ibid. ; 1285, montre Bigorre) ;
- Iees (ibid.) ;
- Ges (1313, Debita regi Navarre) ;
- De Gessio, latin (1342, pouillé de Tarbes ; 1379, procuration Tarbes) ;
- Gees, Ges (1429, censier de Bigorre) ;
- Gez près d’Argellés (1752, registres paroissiaux) ;
- Gez en Lavedan (1787-1788, ibid.) ;
- Gés (1790, Département 1) ;
- Ges (fin XVIIIe siècle, carte de Cassini).

Nom occitan : Gès.

## Histoire

### Cadastre napoléonien de Gez
Le plan cadastral napoléonien de Gez est consultable sur le site des Archives départementales des Hautes-Pyrénées.

## Politique et administration

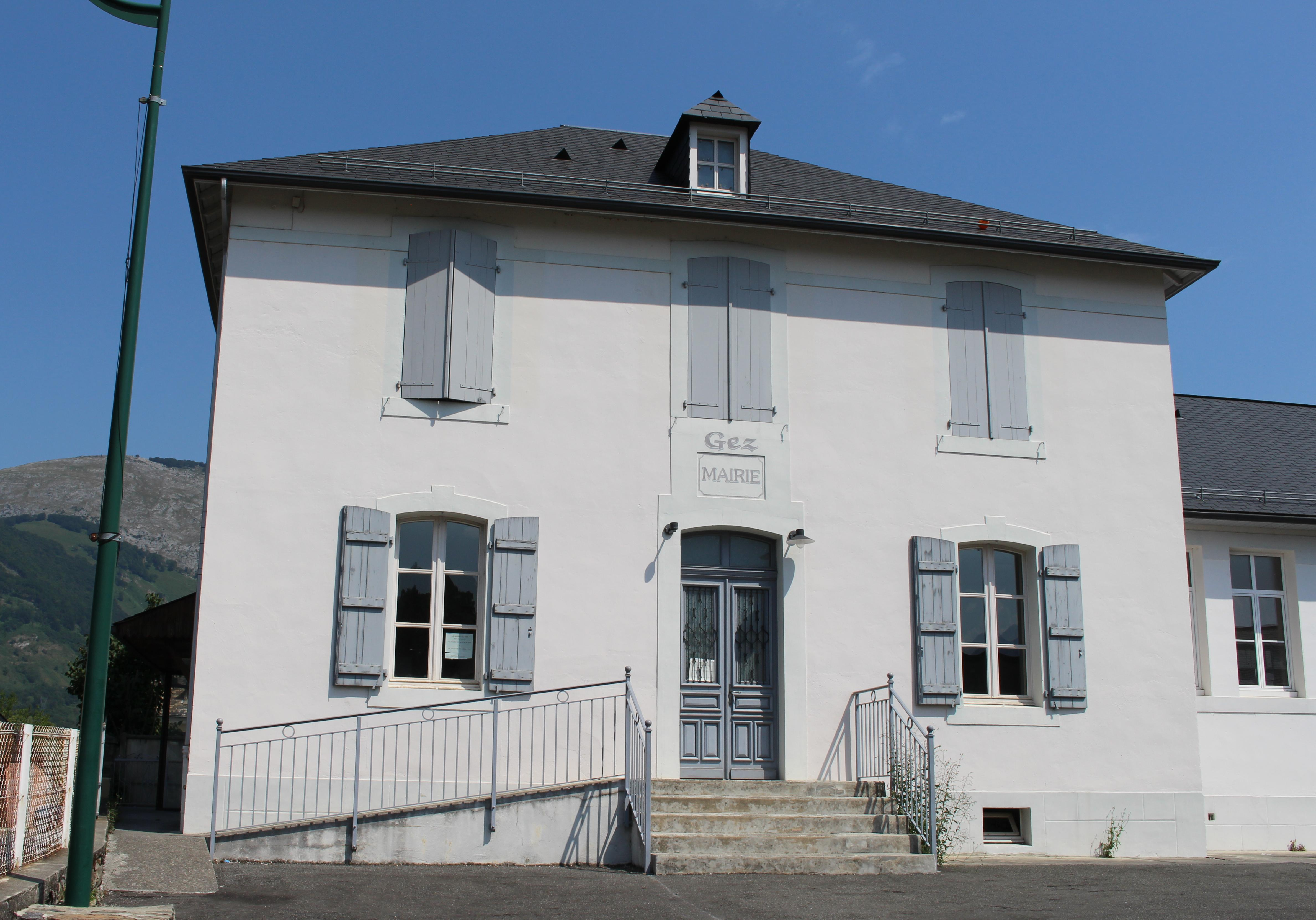
La mairie en 2015.

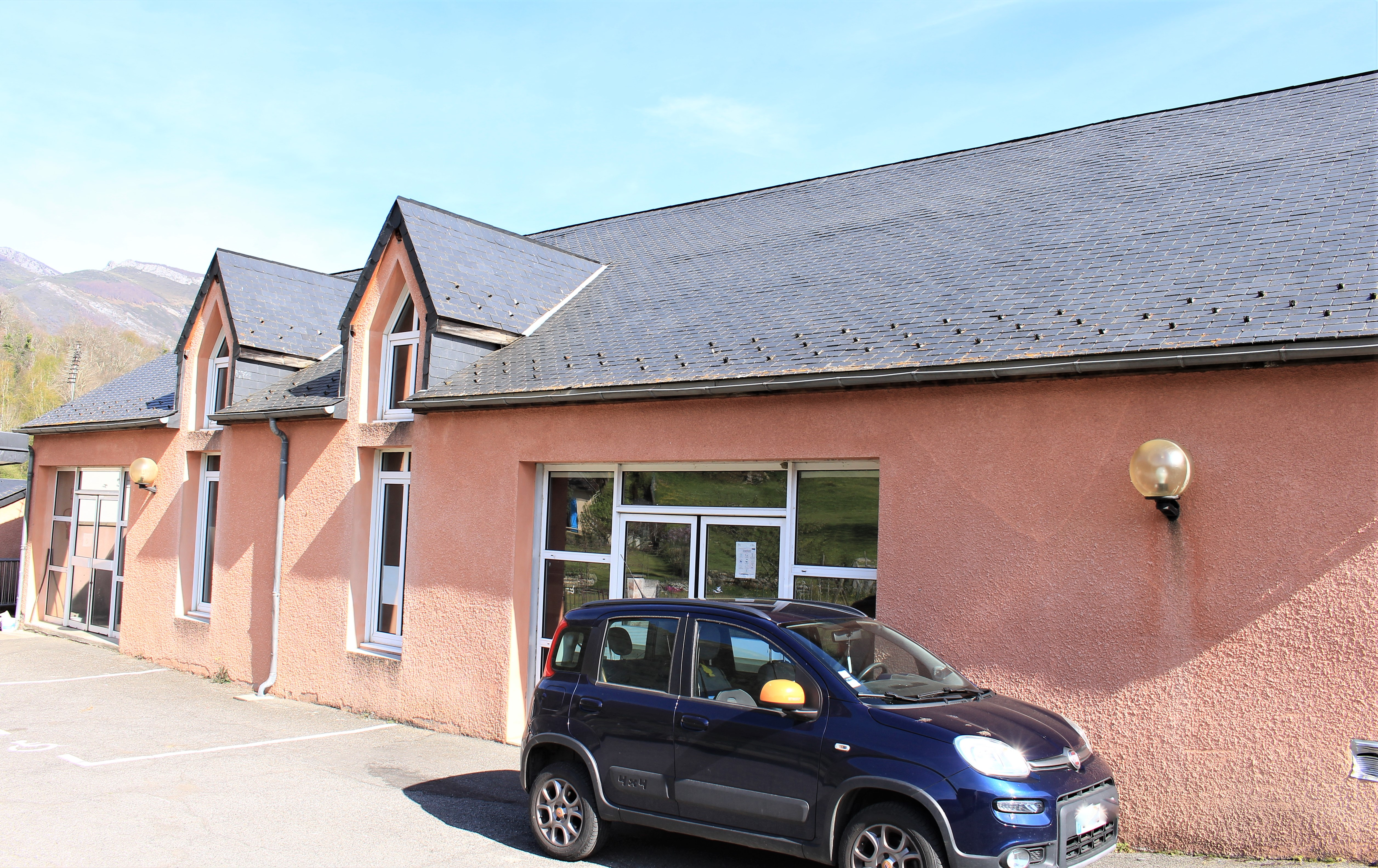
Le foyer rural en 2023.

### Liste des maires
| Période                                  | Période   | Identité            | Étiquette | Qualité |
| ---------------------------------------- | --------- | ------------------- | --------- | ------- |
| Les données manquantes sont à compléter. |           |                     |           |         |
|                                          |           |                     |           |         |
| mars 2014                                | mars 2020 | Geneviève Noguez    |           |         |
| mars 2020                                | En cours  | Jean-Baptiste Ramon |           |         |

### Rattachements administratifs et électoraux

#### Historique administratif
Pays et sénéchaussée de Bigorre, Lavedan, Estrema de Salles, canton d'Argelès (depuis 1790).

#### Intercommunalité
Gez appartient à la communauté de communes Pyrénées Vallées des Gaves créée en janvier 2017 et qui réunit 46 communes.

## Population et société

### Démographie

#### Évolution démographique
| 1793 | 1800 | 1806 | 1821 | 1831 | 1836 | 1841 | 1846 | 1851 |
| ---- | ---- | ---- | ---- | ---- | ---- | ---- | ---- | ---- |
| 404  | 324  | 285  | 388  | 396  | 408  | 399  | 416  | 395  |

| 1856 | 1861 | 1866 | 1872 | 1876 | 1881 | 1886 | 1891 | 1896 |
| ---- | ---- | ---- | ---- | ---- | ---- | ---- | ---- | ---- |
| 381  | 355  | 348  | 360  | 336  | 329  | 318  | 319  | 320  |

| 1901 | 1906 | 1911 | 1921 | 1926 | 1931 | 1936 | 1946 | 1954 |
| ---- | ---- | ---- | ---- | ---- | ---- | ---- | ---- | ---- |
| 307  | 328  | 318  | 280  | 246  | 234  | 223  | 194  | 210  |

| 1962 | 1968 | 1975 | 1982 | 1990 | 1999 | 2004 | 2006 | 2009 |
| ---- | ---- | ---- | ---- | ---- | ---- | ---- | ---- | ---- |
| 220  | 222  | 204  | 216  | 215  | 233  | 268  | 261  | 296  |

| 2014 | 2019 | 2022 | - | - | - | - | - | - |
| ---- | ---- | ---- | - | - | - | - | - | - |
| 335  | 331  | 328  | - | - | - | - | - | - |

### Enseignement

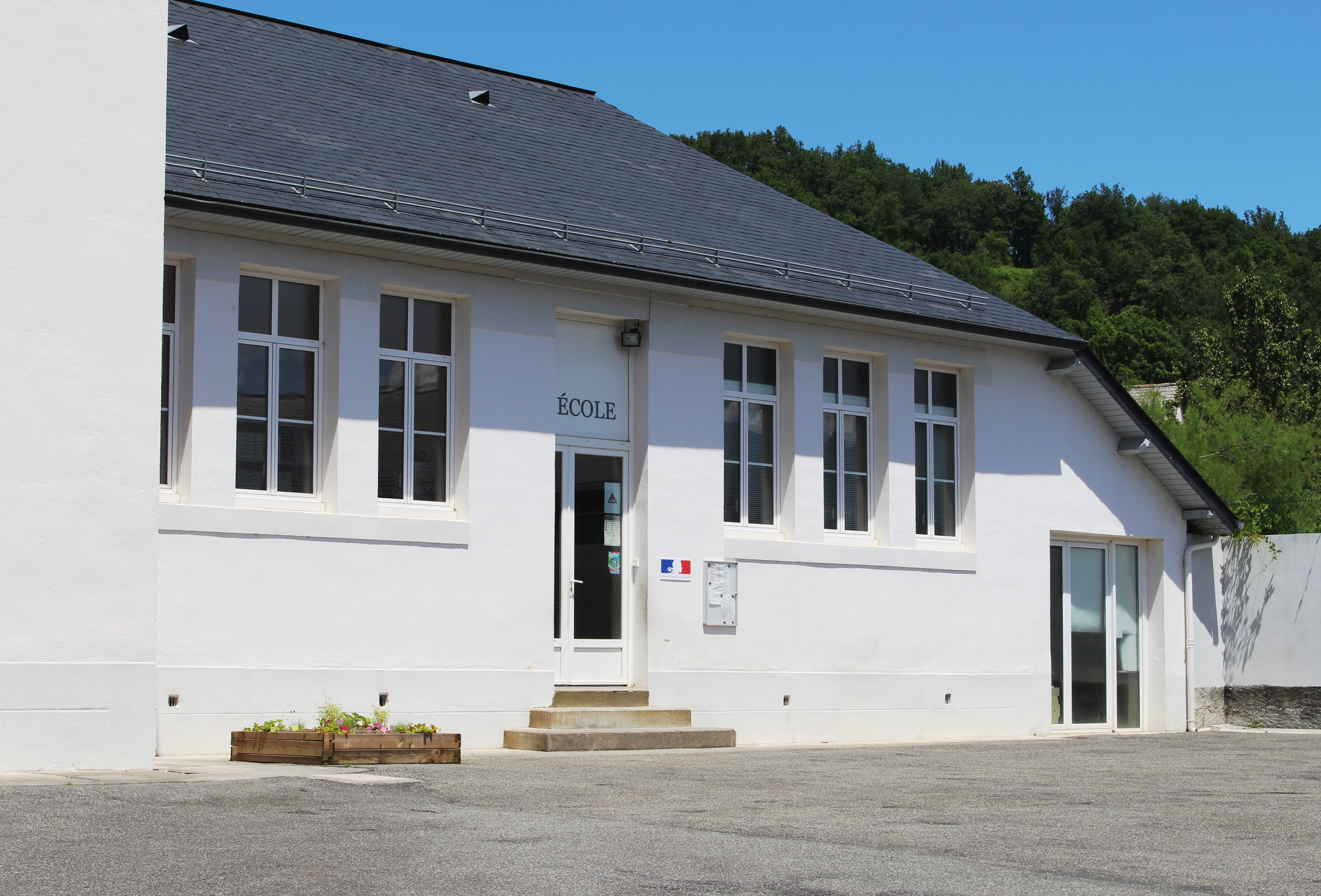
L'école élémentaire en 2017.

La commune dépend de l'académie de Toulouse. Elle dispose d’une école en 2017.
- École élémentaire.

## Économie

### Revenus
En 2018, la commune compte 145 ménages fiscaux, regroupant 321 personnes. La médiane du revenu disponible par unité de consommation est de 21 790 € (20 420 € dans le département).

### Emploi
|                | 2008  | 2013  | 2018  |
| -------------- | ----- | ----- | ----- |
| Commune        | 2,7 % | 6,5 % | 9 %   |
| Département    | 7,7 % | 9,4 % | 9,8 % |
| France entière | 8,3 % | 10 %  | 10 %  |

En 2018, la population âgée de 15 à 64 ans s'élève à 200 personnes, parmi lesquelles on compte 78,6 % d'actifs (69,7 % ayant un emploi et 9 % de chômeurs) et 21,4 % d'inactifs,. Depuis 2008, le taux de chômage communal (au sens du recensement) des 15-64 ans est inférieur à celui de la France et du département.
La commune fait partie de la couronne de l'aire d'attraction d'Argelès-Gazost, du fait qu'au moins 15 % des actifs travaillent dans le pôle,. Elle compte 22 emplois en 2018, contre 23 en 2013 et 17 en 2008. Le nombre d'actifs ayant un emploi résidant dans la commune est de 139, soit un indicateur de concentration d'emploi de 15,7 % et un taux d'activité parmi les 15 ans ou plus de 58,5 %.
Sur ces 139 actifs de 15 ans ou plus ayant un emploi, 18 travaillent dans la commune, soit 13 % des habitants. Pour se rendre au travail, 96,4 % des habitants utilisent un véhicule personnel ou de fonction à quatre roues, 0,7 % s'y rendent en deux-roues, à vélo ou à pied et 2,9 % n'ont pas besoin de transport (travail au domicile).

## Culture locale et patrimoine

### Lieux et monuments
- Église Saint-Germé de Gez.
- Lavoir.

Sélection de vues des monuments municipaux.
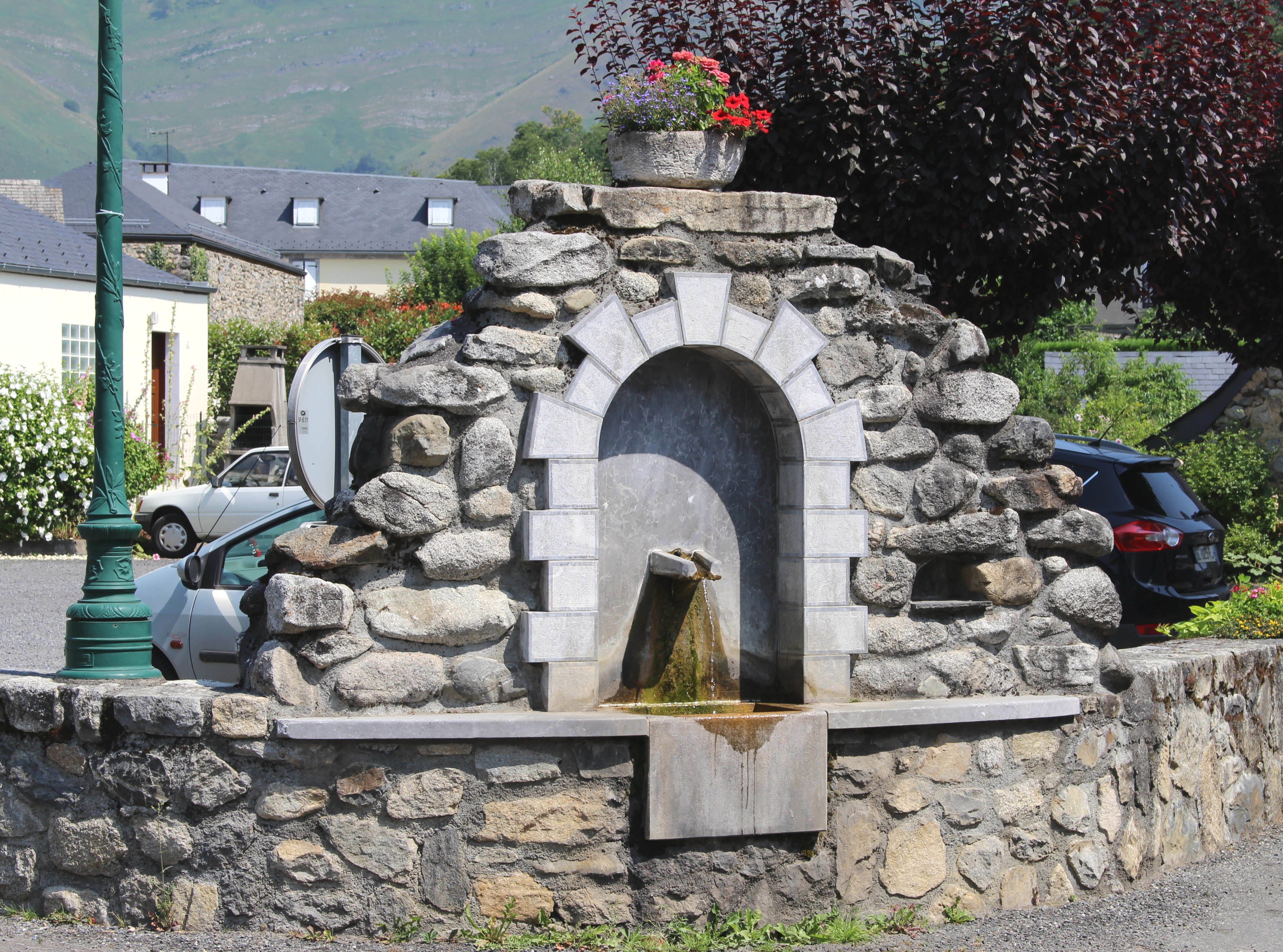
La fontaine.
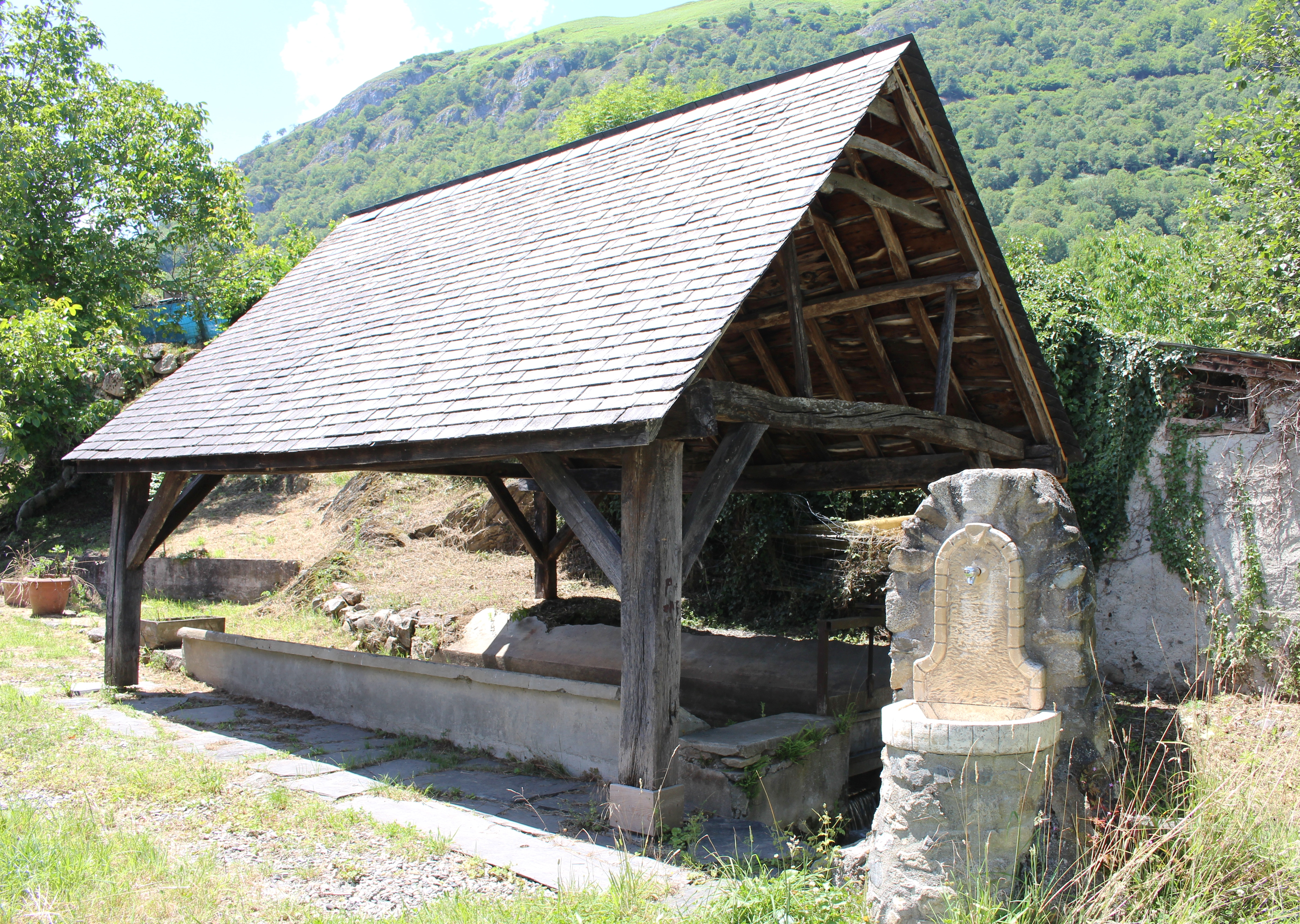
Le lavoir en 2017.
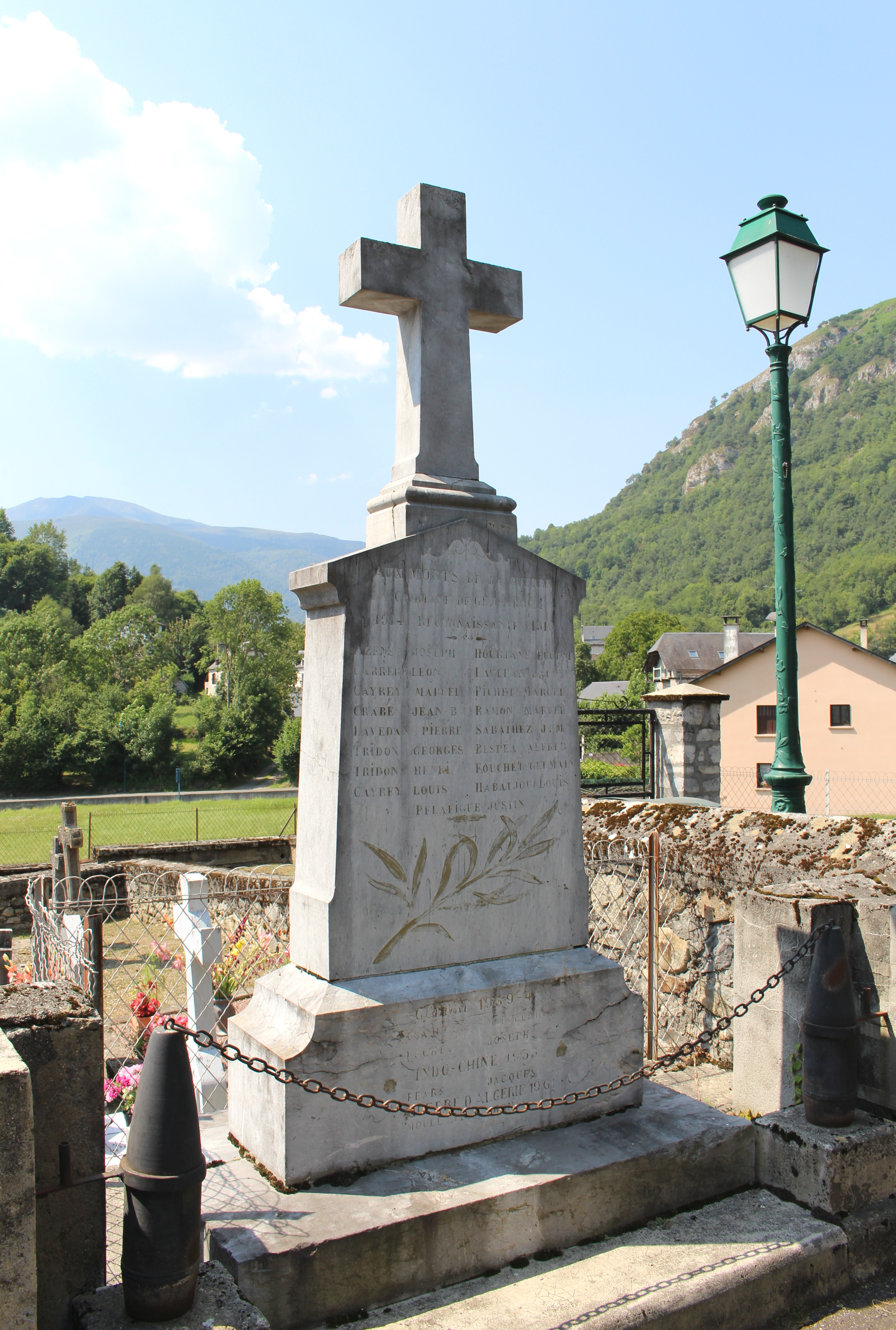
Le monument aux morts.
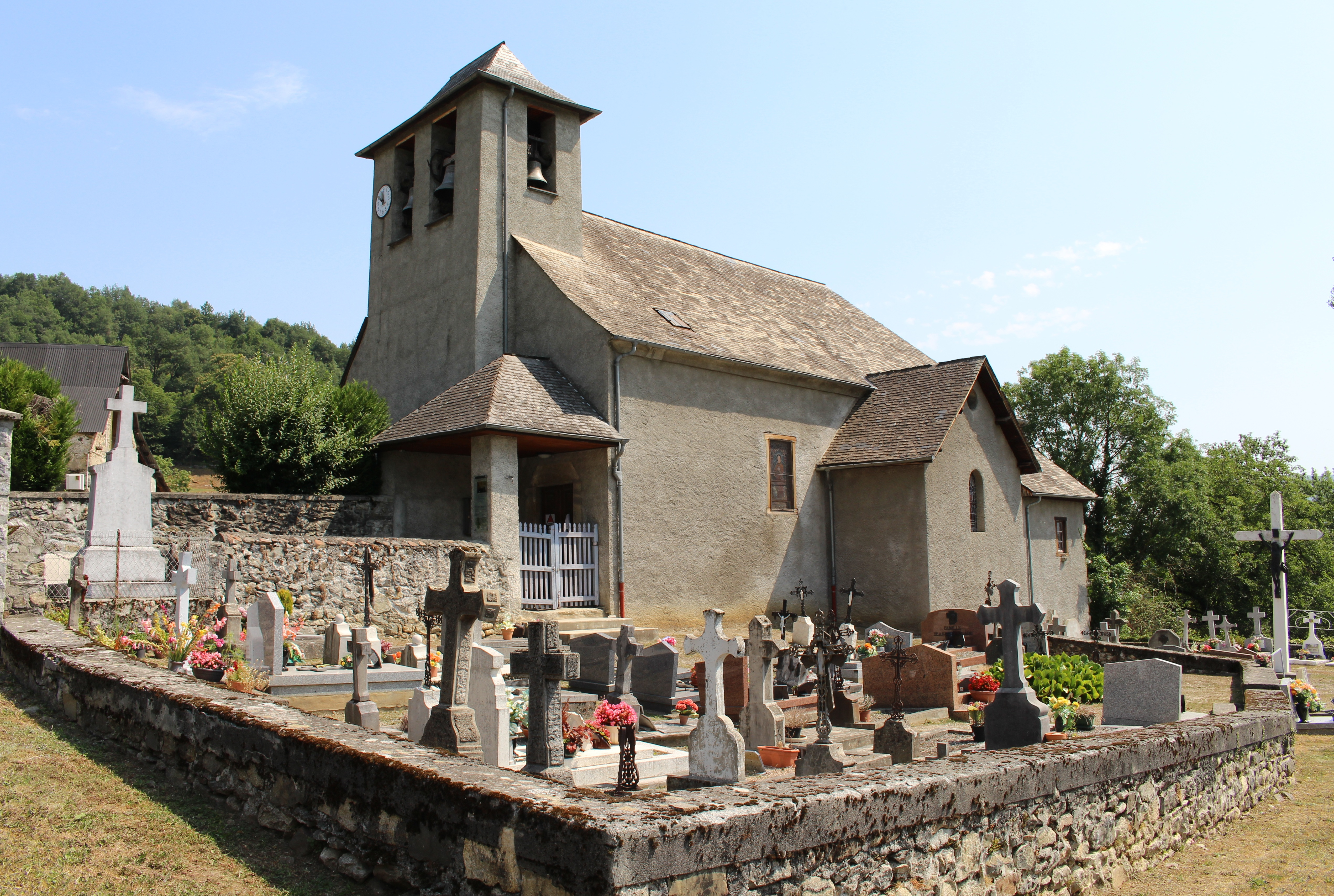
L'église Saint-Germé en 2015.
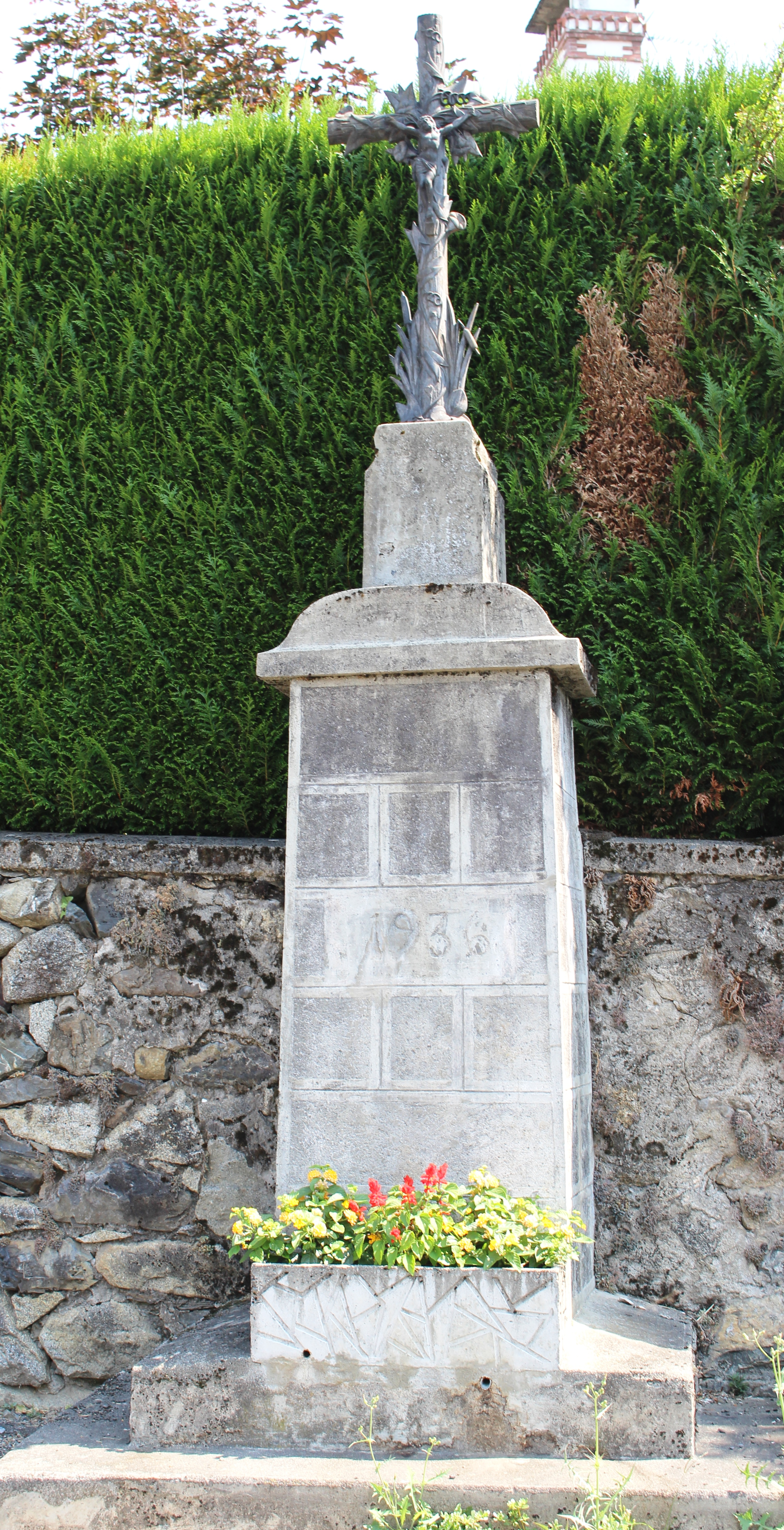
Une croix.
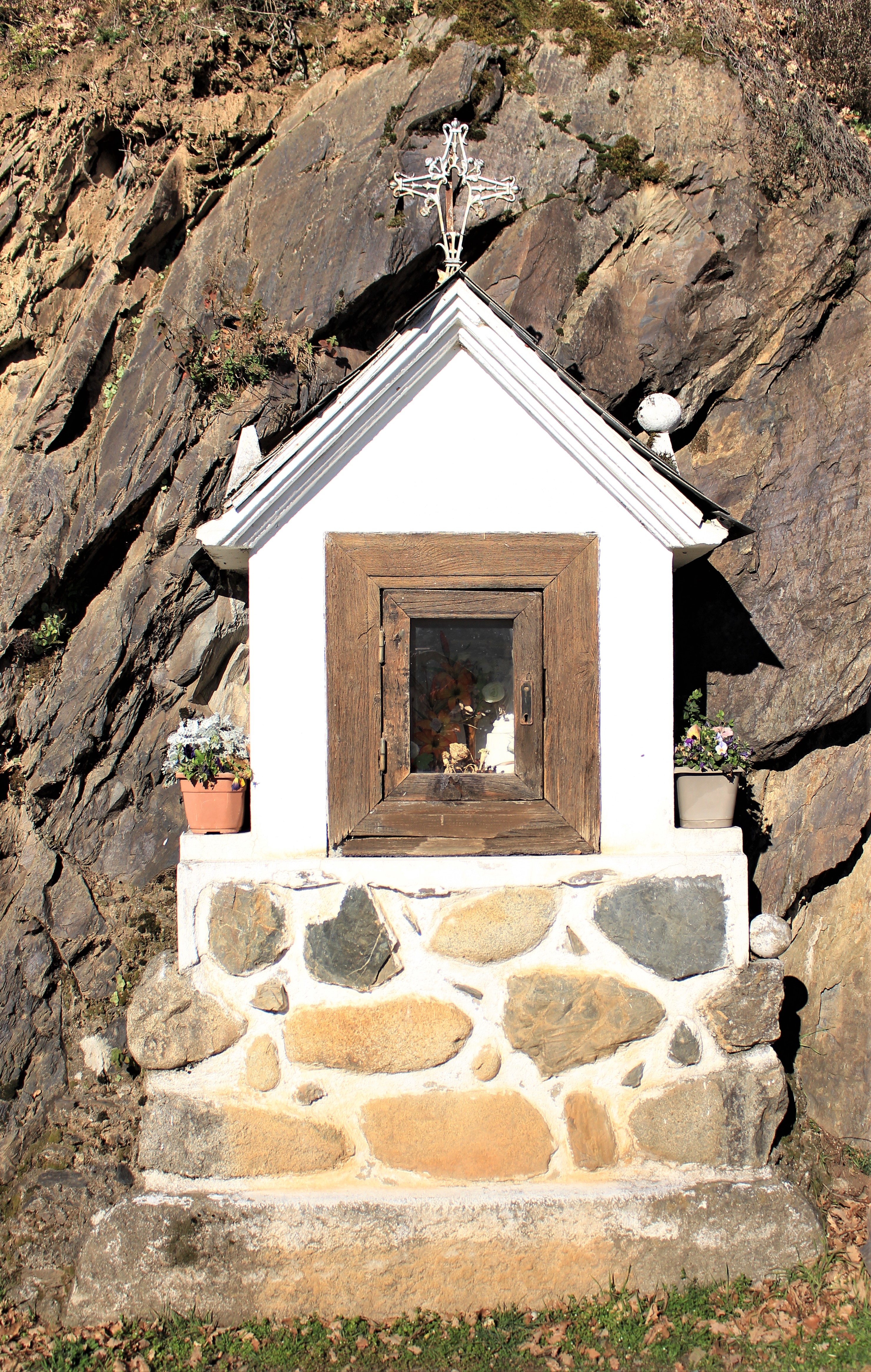
L'oratoire Saints-Joseph et Marie.

### Héraldique
| Blason | Blasonnement : D'azur au menhir de sable sur un mont herbeux de sinople, au chef d'or chargé de deux branches de châtaignier aussi de sinople, fruitées du champ. |